# The Eternal Triangle (film 1910)
The Eternal Triangle è un cortometraggio muto del 1910 diretto da Harry Solter.

## Produzione
Il film fu prodotto dall'Independent Moving Pictures Co. of America (IMP)

## Distribuzione
Il film - un cortometraggio di 290 metri -  uscì nelle sale statunitensi il 23 maggio 1910, distribuito dalla Motion Picture Distributors and Sales Company.